# The Escapists 2
The Escapists 2 je strategické RPG vyvinuté studiem Mouldy Toof Studios a vydané společností Team17. Jedná se o pokračování videohry The Escapists z roku 2015. Hra byla celosvětově vydána na platformách Microsoft Windows, macOS, Linux, PlayStation 4 a Xbox One v srpnu 2017. Roku 2018 byla vydána verze hry na Nintendo Switch a roku 2019 verze pro iOS a Android.
Stejně jako v předchozí hře je hráčovým úkolem uniknout až ze sedmnácti věznic. The Escapist 2 podporuje multiplayer až pro čtyři hráče.

## Hratelnost
Ve hře se hráč ujme kontroly nad postavou vězněm. Ten může být před spuštěním hry pojmenován a přizpůsoben. Hráč musí každý den dodržovat rutinu, jež vládne ve věznici, nebo na sebe začne upoutávat pozornost dozorců. Ta se dá získat také krádeží věcí z jiných cel nebo osob, napadáním dozorců nebo spoluvězňů, pohybem v zakázaných oblastech, atd. Když na sebe hráč upotá dostatek pozornosti, dozorci na něj začnou útočit.
Spolu s hráčem se ve věznici nachází i jiní vězni, pro které hráč může plnit úkoly (když hráč nějaký splní, dostane odměnu v podobě herní měny) nebo nakupovat předměty. The Escapists 2 obsahuje systém pro výrobu předmětů, který hráčům dovoluje vyrábět lopaty, tasery, a figuríny, se kterými mohou zmást stráže. Jakmile je hráč chycen, všechen jeho postup ve hře je ztracen a je umístěn do samovazby. Ve srovnání se svým předchůdcem je ve hře větší výběr vězeňských systémů, včetně vězeňských vozů nebo vězeňského zařízení ve vesmíru. Hráč má také více možností, jak si upravit svoji postavu. The Escapists 2 obsahuje rozšířený bojový systém, který hráčům dovoluje se zaměřit na své cíle, blokovat jejich útoky anebo provádět lehké a těžké útoky.
Videohra obsahuje lokální (souběžný split-screen) i online kooperativní multiplayer. Dva hráči si mohou navzájem pomáhat při útěku z vězení. V kompetitivním multiplayeru stojí proti sobě čtyři hráči. Ten, který se z vězeňského zařízení dostane nejrychleji, vyhrává hru.

## Vývoj
Mouldy Toof Studios vyvinulo videohru ve spolupráci se společností Team17. Tvůrčí tým naslouchal zpětné vazbě hráčů prvního dílu a rozhodl se, že nejdůležitějším prvkem hry bude multiplayer. Protože by tvůrci byli nuceni přepsat počítačové kódy, aby mohli vložit multiplayer do prvního dílu, rozhodli se místo toho vytvořit zcela novou hru. Zároveň chtěli hráčům představit něco nového, a proto rozšířili vězeňské systémy, které se tak staly více komplexními, a dodali jim další podlaží.
Team17 oznámil videohru 3. října 2016. Dne 22. srpna 2017 byla vydána na platformách Microsoft Windows, PlayStation 4 a Xbox One. Dne 11. ledna 2018 vydal Team17 verzi hry na Nintendo Switch. Hra byla vydána také na mobilních telefonech s operačními systémy iOS a Android 31. ledna 2019, a to pod názvem The Escapists 2: Pocket Breakout. Videohra je doplněna o stahovatelný obsah ve formě balíčků. Jedná se například o „Big Top Breakout“, „Dungeons and Duct Tape“ a „Wicked Ward“, které do hry přidávají nové mapy věznic. Sold Out sloužil jako distributor maloobchodní verze hry na osobní počítače, PS4 a Xbox One.

## Kritika
| Agregátor  | Skóre                                          |
| ---------- | ---------------------------------------------- |
| Metacritic | PC: 75/100 PS4: 75/100 XONE: 77/100 NS: 73/100 |

Videohra získala od kritiků na agregátoru recenzí Metacritic většinou kladné hodnocení. Verze na Nintendo Switch získala smíšené recenze.